# Coupe du Président d'Irlande 2019
Navigation
Édition précédente Édition suivante
La Coupe du Président d'Irlande 2019, en anglais : 2019 President of Ireland's Cup, est la sixième édition de la Coupe du Président une compétition de football qui oppose chaque année en début de saison le vainqueur du championnat et celui de la Coupe d'Irlande. C'est la quatrième fois consécutive que Cork City FC et Dundalk FC sont opposées dans cette compétition.
Dundalk FC remporte le titre en battant Cork City FC sur le score de 2 buts à 1.

## Organisation
Le match oppose le champion d'Irlande 2018 le Dundalk Football Club à son dauphin le Cork City Football Club puisque Dundalk a réalisé le doublé Coupe-Championnat en 2018. Il se déroule le 9 février 2018 au Turner's Cross le stade de Cork car en 2018 c'est Dundalk qui avait accueilli la compétition.

## Le match
Le match marque le lancement d'une nouvelle saison pour les deux clubs, mais aussi le lancement d'une nouvelle ère. En effet, les deux clubs lancent l'année 2019 après une inter-saison assez mouvementée. Dundalk doit se reconstruire après le départ de Stephen Kenny, l'entraineur qui l'a mené à quatre titres de champion d'Irlande en cinq saisons. Vinnie Perth, le nouvel entraîneur dit ne considérer la rencontre que comme un match amical de préparation en vue du championnat qui commence le week-end suivant. John Caulfield, l'entraineur de Cork, doit lui reconstruire son équipe après le départ de plusieurs éléments clés de son équipe puisque les dirigeants ont décidé réduire le train de vie du club. Les deux effectifs sont donc très différents de ceux qui trois mois plus tôt ont terminé le championnat. Cork a perdu neuf éléments dont plusieurs cadres comme Kieran Sadlier ou grands espoirs comme Jimmy Keohane. Dundalk a aussi vendu plusieurs joueurs mais les Lilywhites ont évité de perdre des joueurs clés lors de leur double triomphe. Leur recrue phare, Sean Murray, pourrait disputer son premier match sous ces nouvelles couleurs
| 9 février 2019 | Cork City FC | 1-2     | Dundalk FC | Turner's Cross                                  |                                                 |
| 15:30          | Kevin O'Connor 65e | (0-2)   | Dane Massey 36e · Patrick Hoban 45+1e | Spectateurs : 2 777 Arbitrage : Robert Hennessy | Spectateurs : 2 777 Arbitrage : Robert Hennessy |
| 15:30          | Mark McNulty, Sean McLoughlin, Conor McCarthy, Shane Griffin, Dan Casey, Daire O'Connor, Gearóid Morrissey, Conor McCormack, Garry Buckley, Graham Cummins, James Tilley | Équipes | Gary Rogers, Sean Gannon, Brian Gartland, Sean Hoare, Dane Massey, Robbie Benson, Michael Duffy, John Mountney, Chris Shields, Patrick Hoban, Patrick McEleney | Spectateurs : 2 777 Arbitrage : Robert Hennessy | Spectateurs : 2 777 Arbitrage : Robert Hennessy |

Vinnie Perth, le nouvel entraîneur de Dundalk, aligne au commencement du match exactement la même équipe qui a joué et remporté le dernier match de la saison précédente, la finale de la coupe d'Irlande 2018. Le premier but de la rencontre arrive dès la 36e minute quand Dane Massey reprend après un corner un tir de Michael Duffy. Dundalk double ensuite la mise dans les arrêts de jeu de la première mi-temps avec un but de Patrick Hoban à la suite d'un centre de Duffy. Cork entretien l'espoir à la 65e minute de jeu avec le but de Kevin O'Connor. Mais Dundalk qui avait largement dominé la première période l'emporte logiquement et lance idéalement sa saison 2019
Le trophée de la victoire est remis à la fin du match par Michael D. Higgins, le Président de l'Irlande.